# Piraquara
Piraquara là một đô thị thuộc bang Paraná, Brasil. Đô thị này có diện tích 227,56 km², dân số năm 2007 là 86012 người, mật độ 455,2 người/km².